# Polniczek rudosterny
Polniczek rudosterny (Peucaea sumichrasti) – gatunek małego ptaka z rodziny pasówek (Passerellidae). Występuje endemicznie w południowym Meksyku. Nie wyróżnia się podgatunków.
Morfologia
Długość ciała 14,5–16,5 cm, masa ciała 23,1–30,1 g. W upierzeniu polniczka rudosternego przeważają barwy szare i rdzawe, na głowie charakterystyczny wzór. Wierzch ciała szarobrązowy w czarniawe paski, spód ciała jasnoszary z białym brzuchem, cynamonowymi bokami i pokrywami podogonowymi. Pasek przyżuchwowy i policzkowy czarny, pokrywy uszne szarawe.
Zasięg występowania
Występuje w południowym Meksyku, na wybrzeżu Pacyfiku, od południowo-wschodniego stanu Oaxaca po skrajnie południowo-zachodni stan Chiapas.
Ekologia i zachowanie
Środowiskiem życia przedstawicieli gatunku są pustynne, nizinne zakrzewienia oraz obrzeża i przecinki w tropikalnych wilgotnych lasach, do wysokości 900 m n.p.m.
Niewiele wiadomo o preferowanym pożywieniu, prawdopodobnie zjada nasiona, małe owady i pajęczaki, a niekiedy nektar. Gniazduje od początku czerwca do końca września. Gniazdo nie zostało opisane.
Status
IUCN od 1994 uznaje polniczka rudosternego za gatunek bliski zagrożenia (NT, Near Threatened, stan w 2020), wcześniej w 1988 sklasyfikowany został jako gatunek najmniejszej troski (LC, Least Concern). Organizacja Partners in Flight szacuje (2019) liczebność populacji na 20–50 tysięcy dorosłych osobników. Trend liczebności populacji uznawany jest za stabilny. Budowa Drogi Panamerykańskiej doprowadziła do fragmentacji siedlisk polniczków rudosternych. BirdLife International uznaje trend populacji za stabilny.